# Willebrord Snellius
Willebrord Snellius narozen jako Willebrord Snel van Royen (13. června 1580, Leiden - 30. října 1626, Leiden) byl nizozemský matematik a astronom, nejvíce známý zákonem lomu světla (obecněji elektromagentického záření) na rozhraní dvou prostředí o různých indexech lomu.

## Biografie
Snellius se narodil v Leidenu v nizozemské provincii Holandsko. V roce 1613 následoval svého otce a stal se profesorem matematiky na Univerzitě v Leidenu. V roce 1615 navrhl a uvedl do praxe novou metodu nalezení poloměru Země. Byl ale také slavným matematikem, vytvořil novou metodu pro nalezení dalších číslic čísla π, první od antických dob. Nejznámější je ale svým zákonem lomu, který je po něm také pojmenován. Jeden z měsíčních kráterů (Snellius) po něm taktéž nese jméno.

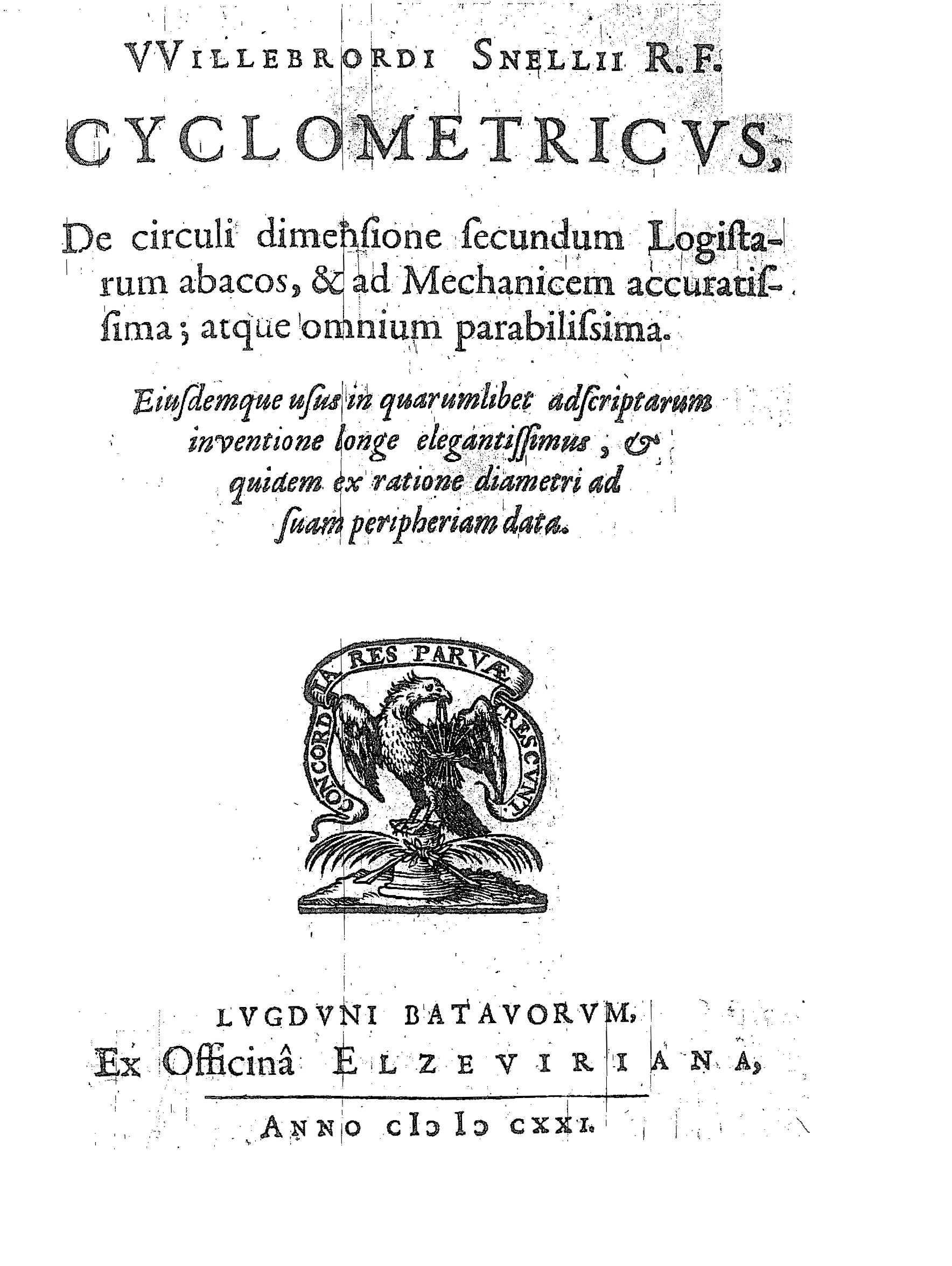
Cyclometricus, 1621